# Los Centristas
Los Centristas (en francés: Les Centristes, LC), anteriormente conocido como Nuevo Centro (Nouveau Centre, NC) y Partido Social Liberal Europeo (Parti Social Libéral Européen, PSLE), es un partido político de centroderecha francés, fundado el 29 de mayo de 2007 durante una conferencia de prensa y renombrado por última vez el 11 de diciembre de 2016.

## Historia
Fue formado por exmiembros de la Unión para la Democracia Francesa (UDF) que no estaban de acuerdo con la decisión de François Bayrou de fundar el Movimiento Demócrata (MoDem) y querían apoyar al recién elegido presidente Nicolas Sarkozy.
En las elecciones legislativas de junio de 2007, fueron elegidos 22 diputados de NC. 
En su segundo gabinete, el Primer Ministro François Fillon nombró a tres miembros del CN en su gabinete, entre ellos Hervé Morin como Ministro de Defensa.
El partido celebró su congreso fundacional en Nimes en 2008, donde Hervé Morin fue elegido presidente del partido.
En las elecciones al Parlamento Europeo de 2009, el partido se unió a una lista compartida con la Unión por un Movimiento Popular (UMP). Como resultado, el NC ganó tres escaños en el Parlamento Europeo, donde, al igual que la UMP, se unió al Grupo del Partido Popular Europeo (PPE).
En el nuevo gabinete de Fillon, que se formó en noviembre de 2010, el NC perdió el Ministerio de Defensa y posteriormente solo tuvo el ministro de Desarrollo Urbano: Maurice Leroy. En junio de 2011, el NC fundó la Alianza Republicana junto con el Partido Radical. En las elecciones presidenciales de 2012, el partido se pronunció a favor de reelegir a Sarkozy.
En las elecciones legislativas de junio de 2012, el NC se redujo a 12 diputados en la Asamblea Nacional y perdió así su condición de grupo político. En cambio, sus parlamentarios se unieron al grupo de la Unión de los Demócratas e Independientes (UDI). Después de las elecciones europeas de 2014, en las que el NC participó como parte de una alianza con la UDI y el MoDem, Jean-Marie Cavadael se convirtió en el único eurodiputado del partido. Se sentó en el grupo liberal ALDE, pero dejó el NC en septiembre de 2014 para unirse al micropartido Nous Citoyens.
El 11 de diciembre de 2016, el partido pasó a llamarse Los Centristas. Apoyaron al candidato François Fillon del conservador Los Republicanos (partido sucesor de la UMP) en las elecciones presidenciales de 2017. El partido se presentó en alianza con Los Republicanos y la UDI en las elecciones parlamentarias de junio de 2017, pero solo obtuvo seis escaños. En diciembre de 2017, Los Centristas dejaron la alianza con la UDI porque, a diferencia de la mayoría de la UDI, querían seguir trabajando con los republicanos conservadores. Sin embargo, cuatro de los seis diputados del partido permanecieron en la UDI. En las elecciones europeas de 2019, Los Centristas apoyaron la lista de Los Republicanos. A través de esto, la centrista Nathalie Colin-Oesterlé fue electa eurodiputada y se incorporó al Grupo del Partido Popular Europeo.